# Тепейоллотль

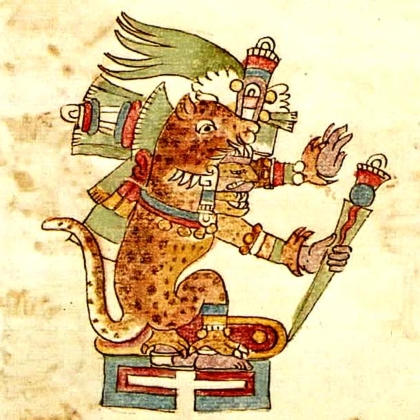
Тепейоллотль в образе ягуара

Тепейоллотль (исп. Tepeyollotl) — «Сердце Гор», в ацтекской мифологии бог гор и пещер. По его вине происходят землетрясения; считалось, что им создаётся горное эхо. Он являлся божеством восьмого часа дня и изображался в виде ягуара, чья пятнистая шкура одновременно символизирует звёздное небо. Иногда его отождествляют с Миктлантекутли или Теояомкуи, а также с чудовищем Тлальтекутли; либо с нагуалем Тескатлипоки, ягуаром.
См. также «воины-ягуары».

## Первоисточники
- Пресвитер Хуан; Антонио Перес; фрай Педро де лос Риос (глоссы). Мексиканская рукопись 385 «Кодекс Теллериано-Ременсис» (с дополнениями из Кодекса Риос) / Ред. и пер. С. А. Куприенко, В. Н. Талах. — Киев: Видавець Купрієнко С.А., 2013. — 317 с. — ISBN 978-617-7085-06-4.